# Obanazawa, Yamagata
Obanazawa (尾花沢市 Obanazawa-shi) là thành phố thuộc tỉnh Yamagata, Nhật Bản. Tính đến ngày 1 tháng 10 năm 2020, dân số ước tính thành phố là 14.971 người và mật độ dân số là 40 người/km2. Tổng diện tích thành phố là 372,5 km2.

## Địa lý

### Đô thị lân cận
- Yamagata
  - Higashine
  - Murayama
  - Ōishida
  - Mogami
  - Funagata
- Miyagi
  - Kami
  - Sendai

### Khí hậu
| Dữ liệu khí hậu của Obanazawa, Yamagata  | Dữ liệu khí hậu của Obanazawa, Yamagata | Dữ liệu khí hậu của Obanazawa, Yamagata | Dữ liệu khí hậu của Obanazawa, Yamagata | Dữ liệu khí hậu của Obanazawa, Yamagata | Dữ liệu khí hậu của Obanazawa, Yamagata | Dữ liệu khí hậu của Obanazawa, Yamagata | Dữ liệu khí hậu của Obanazawa, Yamagata | Dữ liệu khí hậu của Obanazawa, Yamagata | Dữ liệu khí hậu của Obanazawa, Yamagata | Dữ liệu khí hậu của Obanazawa, Yamagata | Dữ liệu khí hậu của Obanazawa, Yamagata | Dữ liệu khí hậu của Obanazawa, Yamagata | Dữ liệu khí hậu của Obanazawa, Yamagata |
| Tháng                                    | 1                                       | 2                                       | 3                                       | 4                                       | 5                                       | 6                                       | 7                                       | 8                                       | 9                                       | 10                                      | 11                                      | 12                                      | Năm                                     |
| ---------------------------------------- | --------------------------------------- | --------------------------------------- | --------------------------------------- | --------------------------------------- | --------------------------------------- | --------------------------------------- | --------------------------------------- | --------------------------------------- | --------------------------------------- | --------------------------------------- | --------------------------------------- | --------------------------------------- | --------------------------------------- |
| Cao kỉ lục °C (°F)                       | 11.9 (53.4)                             | 14.6 (58.3)                             | 20.0 (68.0)                             | 29.0 (84.2)                             | 33.4 (92.1)                             | 32.6 (90.7)                             | 36.2 (97.2)                             | 35.9 (96.6)                             | 34.6 (94.3)                             | 28.2 (82.8)                             | 23.7 (74.7)                             | 18.7 (65.7)                             | 36.2 (97.2)                             |
| Trung bình ngày tối đa °C (°F)           | 1.7 (35.1)                              | 2.7 (36.9)                              | 6.4 (43.5)                              | 14.0 (57.2)                             | 20.4 (68.7)                             | 23.8 (74.8)                             | 26.9 (80.4)                             | 28.4 (83.1)                             | 24.5 (76.1)                             | 18.2 (64.8)                             | 11.0 (51.8)                             | 4.2 (39.6)                              | 15.2 (59.3)                             |
| Trung bình ngày °C (°F)                  | −1.0 (30.2)                             | −0.7 (30.7)                             | 2.1 (35.8)                              | 8.2 (46.8)                              | 14.6 (58.3)                             | 19.0 (66.2)                             | 22.5 (72.5)                             | 23.7 (74.7)                             | 19.6 (67.3)                             | 13.1 (55.6)                             | 6.6 (43.9)                              | 1.3 (34.3)                              | 10.8 (51.4)                             |
| Tối thiểu trung bình ngày °C (°F)        | −4.1 (24.6)                             | −4.3 (24.3)                             | −2.1 (28.2)                             | 2.8 (37.0)                              | 9.3 (48.7)                              | 14.9 (58.8)                             | 19.1 (66.4)                             | 19.9 (67.8)                             | 15.5 (59.9)                             | 8.5 (47.3)                              | 2.6 (36.7)                              | −1.5 (29.3)                             | 6.7 (44.1)                              |
| Thấp kỉ lục °C (°F)                      | −16.3 (2.7)                             | −15.5 (4.1)                             | −12.3 (9.9)                             | −7.6 (18.3)                             | −0.9 (30.4)                             | 5.3 (41.5)                              | 5.8 (42.4)                              | 10.2 (50.4)                             | 3.4 (38.1)                              | −1.0 (30.2)                             | −7.4 (18.7)                             | −17.4 (0.7)                             | −17.4 (0.7)                             |
| Lượng Giáng thủy trung bình mm (inches)  | 165.3 (6.51)                            | 98.4 (3.87)                             | 80.7 (3.18)                             | 68.4 (2.69)                             | 78.4 (3.09)                             | 105.6 (4.16)                            | 174.0 (6.85)                            | 148.9 (5.86)                            | 128.9 (5.07)                            | 120.5 (4.74)                            | 155.2 (6.11)                            | 197.1 (7.76)                            | 1.538,5 (60.57)                         |
| Lượng tuyết rơi trung bình cm (inches)   | 322 (127)                               | 231 (91)                                | 145 (57)                                | 17 (6.7)                                | 0 (0)                                   | 0 (0)                                   | 0 (0)                                   | 0 (0)                                   | 0 (0)                                   | 0 (0)                                   | 18 (7.1)                                | 216 (85)                                | 948 (373)                               |
| Số ngày giáng thủy trung bình (≥ 1.0 mm) | 23.2                                    | 19.3                                    | 16.6                                    | 11.8                                    | 10.4                                    | 10.0                                    | 12.7                                    | 11.8                                    | 12.5                                    | 13.7                                    | 17.6                                    | 22.2                                    | 181.8                                   |
| Số ngày tuyết rơi trung bình (≥ 3 cm)    | 23.6                                    | 19.7                                    | 17.3                                    | 2.8                                     | 0                                       | 0                                       | 0                                       | 0                                       | 0                                       | 0                                       | 1.8                                     | 14.5                                    | 79.7                                    |
| Số giờ nắng trung bình tháng             | 38.0                                    | 62.0                                    | 108.3                                   | 169.4                                   | 200.0                                   | 179.0                                   | 154.6                                   | 188.5                                   | 141.7                                   | 119.5                                   | 83.6                                    | 40.8                                    | 1.485,3                                 |
| Nguồn: Cục Khí tượng Nhật Bản            |                                         |                                         |                                         |                                         |                                         |                                         |                                         |                                         |                                         |                                         |                                         |                                         |                                         |